# Birkfeld
Birkfeld – gmina targowa w Austrii, w kraju związkowym Styria, w powiecie Weiz. Liczy 5119 mieszkańców (1 stycznia 2015).